# Thesaurica
Thesaurica és un gènere d'arnes de la família Crambidae.

## Taxonomia
- Thesaurica accensalis (Swinhoe, 1903)
- Thesaurica argentifera (Hampson, 1913)
- Thesaurica notodontalis (Hampson, 1899)